# Lezo (Aklan)
Lezo é um município de  quinta classe de renda municipal (d) na província Aklan, nas Filipinas. De acordo com o censo de 1 de maio  de  2020 possui uma população de 15 639 pessoas e 3 916 domicílios.